# Montagut

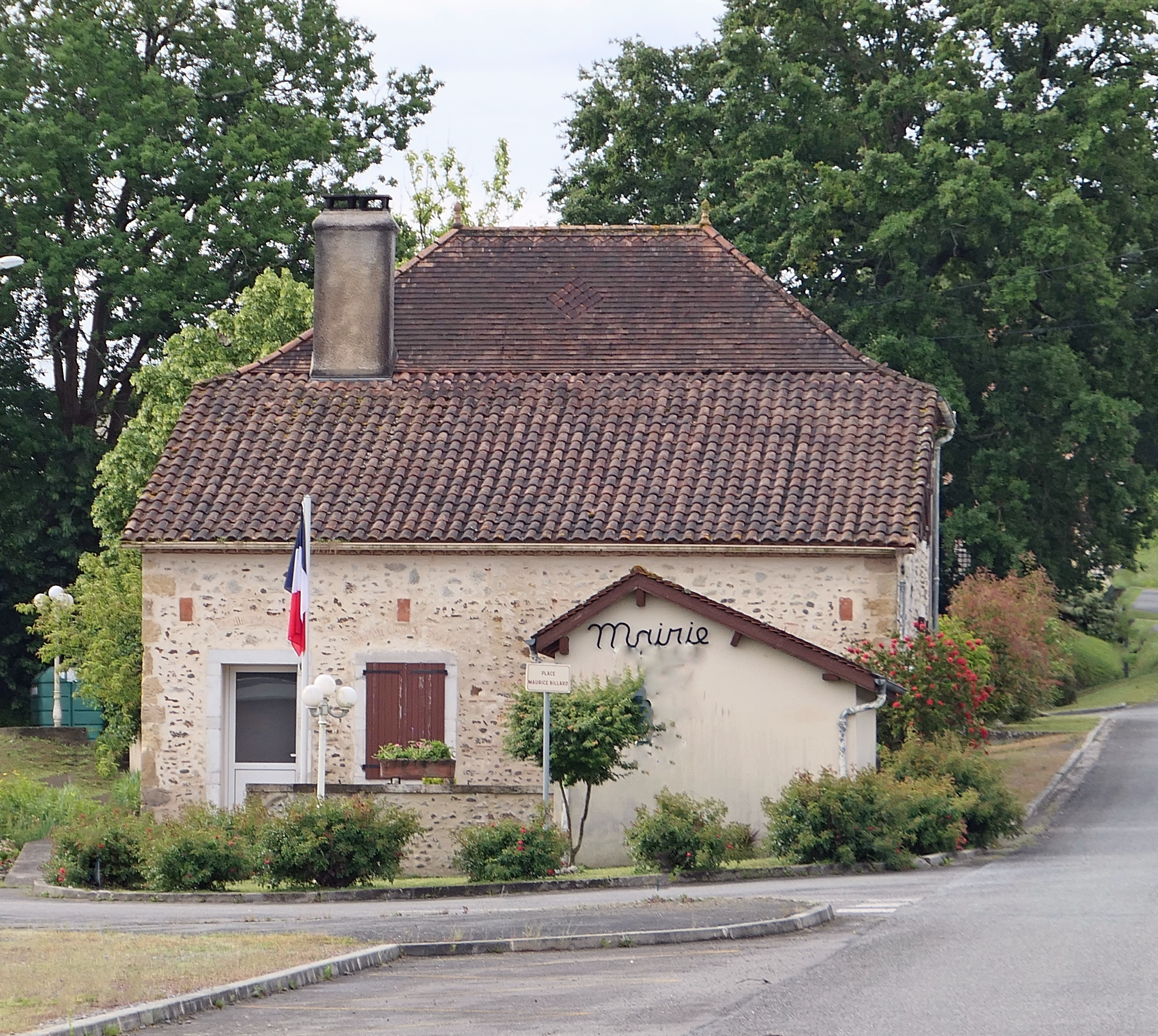
Rathaus von Montagut

Montagut ist eine französische Gemeinde mit 117 Einwohnern (Stand 1. Januar 2022) im Département Pyrénées-Atlantiques in der Region Nouvelle-Aquitaine (vor 2016: Aquitanien). Die Gemeinde gehört zum Arrondissement Pau und zum Kanton Artix et Pays de Soubestre (bis 2015: Kanton Arzacq-Arraziguet).
Der Name stammt mit Sicherheit aus dem lateinischen montem acutum (deutsch Spitzer Berg). Die geografische Lage auf einer Anhöhe zwischen den Tälern des Luy de France und des Ruisseau de la Rance bestätigt diese Herleitung. Die Bewohner werden Montagutois und Montagutoises genannt.

## Geographie
Montagut liegt ca. 40 km nördlich von Pau in der historischen Provinz Béarn an der nördlichen Grenze zum benachbarten Département Landes.
Umgeben wird Montagut von den Nachbargemeinden:
| Monget (Landes) |                                             | Malaussanne |
| Arget           | Kompassrose, die auf Nachbargemeinden zeigt |             |
|                 | Piets-Plasence-Moustrou                     | Cabidos     |

Montagut liegt im Einzugsgebiet des Flusses Adour. Der Luy de France durchquert mit seinem Zufluss, der Rance, das Gemeindegebiet.

## Geschichte
Im Jahre 1958 wurden Dachziegel, Tongefäße und Bleirohre an der Stelle eines früheren gallorömisches Lagers gefunden, dass auf einen ovalen Erdhügel errichtet wurde und von Gräben umsäumt war. Es bildete die Basis der Errichtung einer Bastide vor 1319 durch Marguerite de Montcade, Vicomtesse von Béarn, als Antwort auf die vom englischen König Eduard I. in den Landes gegründeten Bastiden. Bei der Volkszählung des Béarn im Jahre 1385 wurden in Montagut 29 Haushalte gezählt und vermerkt, dass der Ort zur Bailliage von Garos gehörte. Montagut nahm nach und nach einen Aufschwung im Laufe der Jahrhunderte und wurde Sitz eines Notariats und im 17. Jahrhundert Hauptort eines Kantons. Bis zur Schaffung des Départements Basses Pyrénées während der Französischen Revolution zählte Montagut zur Chalosse, ein Gebiet, das heute zum Département Landes gehört.
Toponyme und Erwähnungen von Montagut waren:
- Mons-Acutus (1273, Register von Bordeaux),
- Le bayliadge de Montagud und Sainct-Marti de Montagut (1540 bzw. 1559, Manuskriptsammlung des 16. bis 18. Jahrhunderts) und
- Montagut (1750, Karte von Cassini).[4][5]

### Einwohnerentwicklung
Nach Höchstständen der Einwohnerzahl von rund 400 Einwohnern in der ersten Hälfte des 19. Jahrhunderts hat sich die Zahl bei kurzen Wachstumsphasen bis zu den 1980er Jahren auf rund 100 reduziert, bevor ein moderates Wachstum einsetzte.
| Jahr      | 1962 | 1968 | 1975 | 1982 | 1990 | 1999 | 2006 | 2009 | 2022 |
| --------- | ---- | ---- | ---- | ---- | ---- | ---- | ---- | ---- | ---- |
| Einwohner | 143  | 132  | 117  | 99   | 108  | 106  | 109  | 118  | 117  |

## Sehenswürdigkeiten
- Pfarrkirche, geweiht Martin von Tours. Sie ist im 12. Jahrhundert im romanischen Stil auf der ovalen Erhöhung des ehemaligen gallorömischen Lagers errichtet. Die Kirche wurde im 18. und im 19. Jahrhundert umgestaltet. Der Glockenturm datiert aus dem 17. Jahrhundert wie auch die Bodenfliesen im Kircheninnern, in denen Baskische Kreuze, auch Lauburu genannt, gestanzt sind. Das einschiffige Langhaus wird durch eine halbrunde Apsis mit zwei seitlichen Fenstern, einer Seitenkapelle und einem Eingangsvorbau eingerahmt. Eine Treppe führt vom Eingangsvorbau zu der Empore im Innern. Neben dem Taufbecken bemerkt man einen Schrank aus Kalkstein, der in die Wand eingelassen ist. Er stammt aus dem 15. Jahrhundert und dient zur Aufbewahrung des Salböls. Viele weitere Ausstattungsgegenstände aus dem 15. bis 19. Jahrhundert sind als nationale Kulturgüter registriert.[8][9] Der Tabernakel und der Altaraufsatz im Chor datieren aus der ersten Hälfte des 18. Jahrhunderts. Sie sind aus vergoldetem Holz gearbeitet, typisch für Ausstattungsgegenstände jener Zeit. Auf der Tür des Tabernakels ist ein Kelch und eine Hostie umrahmt von zwei Engeln abgebildet. Zu beiden Seiten sind Medaillons mit Lorbeerzweigen und Darstellungen der Heiligen Petrus rechts und Paulus links zu sehen. Das Gesamtwerk wird durch die Flügel des Tabernakels und dem Altaraufsatz komplettiert, in dessen Mitte sich ein Gemälde befindet, das den gekreuzigten Christus zeigt, zu seinen Seiten den heiligen Martin und Maria. Die Seiten des Gemäldes sind ausgestaltet mit einer Reihe von Statuen und Hochreliefs. Rechts sind die Heiligen Rochus und Martin zu erkennen, links eine Madonna mit Jesuskind und Johannes dem Täufer an ihrer Seite, die dem heiligen Dominikus einen Rosenkranz überreichen.[10]

- Herrenhaus, errichtet im 17. Jahrhundert, im 18. Jahrhundert umgestaltet. Das Strebewerk an der westlichen Ecke des Wohnhauses stammt von einem Gebäude einer früheren Zeit und belegt, dass das Haus auf Fundamenten der früheren Befestigungsanlage gebaut wurde. Der Haupteingang aus dem 17. Jahrhundert besitzt einen dreieckigen Sturz auf dessen Spitze eine Balustrade in die Fassade eingelassen ist. Eine Scheune, ein Geflügelstall und ein Schweinestall sind im 19. Jahrhundert hinzugefügt worden, um einen landwirtschaftlichen Betrieb zu ermöglichen.[11][12]

## Wirtschaft und Infrastruktur
Die Landwirtschaft ist traditionell einer der wichtigsten Wirtschaftsfaktoren der Gemeinde.

### Verkehr
Montagut wird durchquert von den Routes départementales 45 und 264.